# ユーセフ・マスラヒ
ユーセフ・アハメド・マスラヒ（アラビア語: يوسف أحمد المسرحي、英語: Yousef Ahmed Masrahi、1987年12月31日 ‐ ）は、サウジアラビア・ナジュラーン出身の陸上競技選手。専門は400mで、自己ベストは43秒93のアジア記録保持者。2013年モスクワ世界選手権400mで6位の実績を持ち、2015年にアジア人初の43秒台を記録した選手である。

## 経歴
父親は元プロサッカー選手。弟は400mハードルの選手で、2011年ユニバーシアードに出場した実績を持つ。
16歳の時に陸上競技を始め、当初は中距離専門（800m、1500m）の選手だったが、サウジアラビアのオリンピック委員会会長を務めるナワーフ・ビン・ファイサル王子のアドバイスもあり、2007年以降400m専門の選手となった。
2011年から拠点をアメリカに移している。コーチはモーリス・グリーンやアト・ボルドンなどを指導したジョン・スミス。
2013年8月、モスクワ世界選手権に出場し、400m準決勝で44秒61のサウジアラビア記録（当時）を樹立。ハムダン・アル＝ビシが保持していた44秒66のサウジアラビア記録を更新すると共に、世界選手権400mにおいてハムダン・アル＝ビシ以来史上2人目のサウジアラビア人ファイナリストとなった。
2014年7月3日、ローザンヌで行われたダイヤモンドリーグのアスレティッシマ400mで44秒43をマークし、オマーンのモハメド・アル＝マルキーが保持していた44秒56のアジア記録を26年ぶりに更新した。
2014年9月28日、アジア競技大会の400m決勝を44秒46の大会記録で制し、アジア競技大会の個人種目で自身初の金メダルを獲得した。従来の大会記録である44秒93を大幅に上回り、自身の持つアジア記録に0秒03と迫るタイムだった。
2015年8月、北京世界選手権に出場し、400m予選で43秒93のアジア新記録を樹立。大会前までの自己ベストである44秒43を大幅に更新し、アジア人初となる43秒台をマークした。また、このタイムはオリンピックと世界選手権を通じて、400mの最初のラウンドで記録された最速タイムである。準決勝でも大会前までの自己ベストを上回る44秒40をマークして決勝に進出したが、決勝ではタイムを落とし45秒15の8位に終わった。
2016年7月28日、6月のドーピング検査でエリスロポエチンに陽性反応を示したため、サウジアラビアのオリンピック委員会よりリオデジャネイロオリンピック代表から除外された。本人は禁止薬物の摂取を否定していたが、最終的に4年間の資格停止処分となった（2020年7月13日まで）。

## 自己ベスト
記録欄の（　）内の数字は風速（m/s）で、+は追い風を意味する。
| 種目 | 記録          | 年月日        | 場所         | 備考       |      |
| 屋外 | 屋外          | 屋外          | 屋外         | 屋外       | 屋外 |
| ---- | ------------- | ------------- | ------------ | ---------- | ---- |
| 200m | 21秒09 (+0.3) | 2014年4月12日 | ロサンゼルス |            |      |
| 400m | 43秒93        | 2015年8月23日 | 北京         | アジア記録 |      |
| 800m | 1分54秒76     | 2009年7月18日 | ノブ・メスト |            |      |
| 室内 |               |               |              |            |      |
| 400m | 47秒49        | 2009年11月1日 | ハノイ       |            |      |

## 主要大会成績
備考欄の記録は当時のもの

### 国際大会
| 年   | 大会                     | 場所       | 種目    | 結果         | 記録            | 備考                   |
| ---- | ------------------------ | ---------- | ------- | ------------ | --------------- | ---------------------- |
| 2007 | アジアインドアゲームズ   | マカオ     | 800m    | 予選途中棄権 | DNF             |                        |
| 2007 | アジアインドアゲームズ   | マカオ     | 1500m   | 予選1組4着   | 4分11秒28       |                        |
| 2007 | アジアインドアゲームズ   | マカオ     | 4x400mR | 優勝         | 3分13秒67 (3走) | 大会記録               |
| 2009 | 世界選手権               | ベルリン   | 400m    | 予選6組5着   | 47秒03          |                        |
| 2009 | アラブ選手権             | ダマスカス | 400m    | 3位          | 45秒93          |                        |
| 2009 | アラブ選手権             | ダマスカス | 4x400mR | 優勝         | 3分06秒90 (1走) |                        |
| 2009 | アジアインドアゲームズ   | ハノイ     | 400m    | 2位          | 47秒49          |                        |
| 2009 | アジアインドアゲームズ   | ハノイ     | 4x400mR | 優勝         | 3分10秒31 (1走) | 大会記録               |
| 2010 | アジア競技大会           | 広州       | 400m    | 3位          | 45秒71          |                        |
| 2010 | アジア競技大会           | 広州       | 4x400mR | 優勝         | 3分02秒30 (4走) |                        |
| 2011 | アジア選手権             | 神戸       | 400m    | 優勝         | 45秒79          |                        |
| 2011 | アジア選手権             | 神戸       | 4x400mR | 2位          | 3分08秒03 (4走) |                        |
| 2011 | 世界選手権               | 大邱       | 4x400mR | 予選2組8着   | 3分05秒65 (2走) |                        |
| 2011 | パンアラブ競技大会       | ドーハ     | 400m    | 優勝         | 45秒44          |                        |
| 2011 | パンアラブ競技大会       | ドーハ     | 4x400mR | 優勝         | 3分07秒22 (4走) |                        |
| 2012 | オリンピック             | ロンドン   | 400m    | 準決勝3組7着 | 45秒91          | 全体25位               |
| 2013 | アラブ選手権             | ドーハ     | 400m    | 優勝         | 44秒72          | 大会記録               |
| 2013 | アラブ選手権             | ドーハ     | 4x400mR | 優勝         | 3分06秒23 (1走) |                        |
| 2013 | アジア選手権             | プネー     | 400m    | 優勝         | 45秒08          |                        |
| 2013 | アジア選手権             | プネー     | 4x400mR | 優勝         | 3分02秒53 (4走) | 大会記録               |
| 2013 | 世界選手権               | モスクワ   | 400m    | 6位          | 44秒97          |                        |
| 2013 | 世界選手権               | モスクワ   | 4x400mR | 予選3組8着   | 3分04秒55 (2走) |                        |
| 2013 | イスラム諸国連合競技大会 | パレンバン | 400m    | 優勝         | 45秒18          |                        |
| 2013 | イスラム諸国連合競技大会 | パレンバン | 4x400mR | 優勝         | 3分03秒70 (4走) |                        |
| 2014 | 世界リレー               | ナッソー   | 4x400mR | 予選2組7着   | 3分06秒37 (3走) |                        |
| 2014 | コンチネンタルカップ     | マラケシュ | 400m    | 3位          | 45秒03          |                        |
| 2014 | アジア競技大会           | 仁川       | 400m    | 優勝         | 44秒46          | 大会記録               |
| 2014 | アジア競技大会           | 仁川       | 4x400mR | 3位          | 3分04秒03 (4走) |                        |
| 2015 | 世界リレー               | ナッソー   | 4x400mR | B決勝棄権    | DNS             | 予選3分06秒15 (4走)    |
| 2015 | アジア選手権             | 武漢       | 400m    | 2位          | 45秒14          |                        |
| 2015 | アジア選手権             | 武漢       | 4x400mR | 2位          | 3分02秒62 (4走) |                        |
| 2015 | 世界選手権               | 北京       | 400m    | 8位          | 45秒15          | 予選43秒93：アジア記録 |
| 2015 | 世界軍人体育大会         | 聞慶       | 400m    | 優勝         | 45秒18          | 大会記録               |

### ダイヤモンドリーグ
ダイヤモンドリーグの総合成績を記載。獲得ポイント欄の（　）内は出場したポイント対象レースの数を意味する。
| 年   | 種目 | 総合順位 | 獲得ポイント |
| ---- | ---- | -------- | ------------ |
| 2013 | 400m | 3位      | 4 (1レース)  |
| 2014 | 400m | 3位      | 5 (3レース)  |

優勝したダイヤモンドリーグ個人種目の成績を記載。金色の背景はポイント対象レースを意味する。
| 年   | 大会               | 場所   | 種目 | 記録   | 備考 |
| ---- | ------------------ | ------ | ---- | ------ | ---- |
| 2013 | ビスレットゲームズ | オスロ | 400m | 45秒33 |      |